# Storia repubblicana del Perù
La storia repubblicana del Perù è la storia peruviana sotto il governo repubblicano.
Il 28 luglio del 1821, il movimento indipendentista, guidato dal generale argentino José de San Martín, proveniente dal Cile dichiarò l'indipendenza del Perù instaurando un nuovo stato. Tuttavia, ancora nel 1824, il generale venezuelano Simón Bolívar dovette scacciare definitivamente le truppe realiste, stabilite nella sierra durante la battaglia di Junín e la battaglia di Ayacucho, rispettivamente il 6 agosto e il 9 dicembre del 1824.
I primi anni d'indipendenza si svilupparono tra le battaglie dei capi militari per raggiungere la presidenza della repubblica. Così tra il 1836 e il 1839 si costituì la Confederazione Perù-Bolivia, disciolta in seguito alla sconfitta nella battaglia di Yungay contro l'Esercito Unito Restauratore.
Nel 1879 il Cile dichiarò guerra al Perù, che intervenne durante un conflitto tra Bolivia e Cile, in quanto Perù e Bolivia erano legati attraverso un patto segreto di alleanza difensiva firmato nel 1873. Questa dichiarazione di guerra diede inizio alla Guerra del Pacifico, che si svolse tra il 1879 e il 1884.
Dopo la guerra, comincio un periodo di "Ricostruzione Nazionale" che, anche se di relativa calma, non conobbe lo sviluppo economico né la pace politica fino al 1895 con la presidenza di Nicolás de Piérola, che sviluppò una politica pluto-aristocratica, con le classi alte e medie che vivevano decentemente e un popolo con diverse carenze, di fronte alla quale reclamavano principalmente le cattive condizioni di lavoro.
Durante gli anni '60, la crisi economica era sotto gli occhi di tutti, il che provocò la rivoluzione delle forze armate, nel 1968, al comando del generale Juan Velasco Alvarado con un messaggio antimperialista, in particolar modo anti-americanista e anti-oligarchica.
Durante gli anni ottanta, il Perù affrontò una crisi economica e sociale, dovuto al poco controllo della spesa fiscale, un considerevole debito e la crescente inflazione in aggiunta al conflitto armato interno, accentuata dall'apparizione di organizzazione terroristiche di ispirazione comuniste, che pretendevano instaurare un nuovo stato mediante la lotta armata, come Sendero Luminoso e il MRTA.
La crisi economica entrò nella sua fase più critica alla fine degli anni ottanta, durante la presidenza di Alan García Pérez.
In mezzo a una crescente impopolarità termina il primo governo di Alan García Pérez, essendo eletto durante le elezioni del 1990 Alberto Fujimori.
Fujimori fu rieletto per la seconda volta nelle elezioni generali del 1995. Nel 2000 si candida per un terzo mandato in questo stesso rinunciò alla presidenza durante un viaggio diplomatico nel Asia, rifuggiandosi in Giappone, durante la scoperta di un filmato, che dimostrava la rete di corruzione capeggiata da lui stesso e del capo del servizio d'intelligenza. Il Congresso della Repubblica elesse come Presidente a interim Valentín Paniagua, che resto fino alle elezioni generali del 2001. In queste elezioni risultò vincente Alejandro Toledo Manrique, che iniziò una campagna internazionale per chiedere l'estradizione di Fujimori.
A Toledo, che perse molta della sua popolarità a causa del suo nepotismo, successe l'ex-presidente Alan García Pérez nel 2006. L'attuale presidente è Dina Boluarte, la prima donna nella storia del Perù ad assumere la presidenza.

## Protettorato di San Martín
Il Protettorato di San Martín, è andato un protettorato e governo provvisorio che ha svolto il militare argentino José San Martín sul territorio independizado del Virreinato del Perù per il Rilascio Libertadora del Perù e l'Esercito del Perù dopo la proclamazione dell'indipendenza fatta nella Piazza Maggiore di Lima.
José San Martín ha assunto ufficialmente il mando politico e militare dei dipartimenti liberi e il titolo di Protettore della Libertà del Perù per decreto il 3 di agosto di 1821. Dopo la stagnazione della guerra e il colloquio di Guayaquil, ha rinunciato al carico il venerdì 20 di settembre di 1822, data dell'installazione del Congresso Costituente del Perù che ha convocato il 27 di dicembre di 1821 e a il come ha depositato i poteri esecutivi nella Suprema Vicina Governativa. Quando José di Santo Martín envistió il titolo di Protettore, il Perù era diviso militare e amministrativamente in due territori: il nord e Lima, i quali trovavano in mani degli independentistas; e il centro, sud e Cuzco, i quali trovavano in mani dei realistici.

### Governo di San Martín
San Martín ha occupato Lima e ha riunito un cabildo aperto il 15 di luglio di 1821. Il 28, davanti una folla nella Piazza di Armi di Lima, ha dichiarato l'Indipendenza del Perù e è stato nominato Protettore del Perù con autorità civile e militare. Quello anno ha fondato la Biblioteca Nazionale del Perù, a quella che ha donato la sua collezione di libri, e ha creato l'Ordine del Sole.

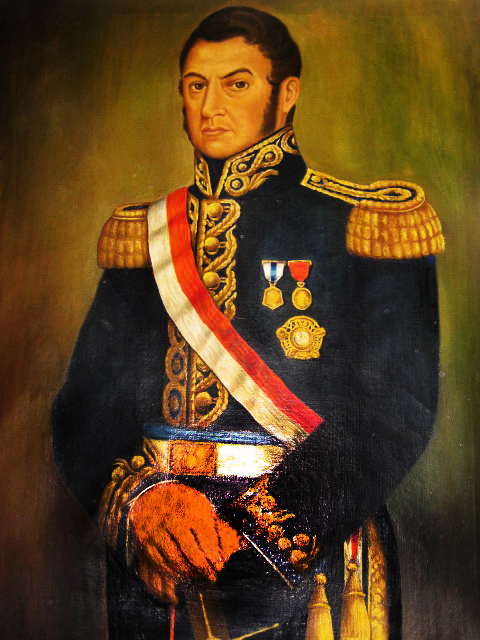
José de San Martín sfoggiando la banda di Protettore del Perù.

Ha fondato la Società Patriótica, formata da 40 cittadini peruviani, a chi ha considerato i più illustrati tra i decisi dalla causa independentista. Questa si enfrascó in discussioni sulla forma più conveniente di governare, tra la monarchia costituzionale che sosteneva San Martín e difendevano i ministri Unanue e Monteagudo, e la repubblica, che difendevano Manuel Pérez de Tudela e Mariano José de Arce. In appoggio alle sue idee monárquicas, ha inviato a García del Fiume e James Paroissien ad Europa, a conseguire un principe della Casa di Sajonia-Coburgo e Gotha, affinché regnasse nel Perù. Anche hanno dovuto assumere un empréstito partorisca continuare la campagna militare. Ha stabilito la libertà di commercio e la libertà di stampa, ma non ha permesso un altro colto religioso che il cattolico. Ha espulso a migliaia di spagnoli contrari all'indipendenza e ha confiscato i suoi beni.
Da Ancón, e dopo da Lima, San Martín ha inviato una serie di campagne partorisca incorporare al Protectorado al resto del Perù, ma alcuni triunfos parziali non hanno potuto evitare che il virrey La Serna facesse forte in serra e fissasse la sua capitale in Cuzco; il Protettore non aveva forze partorisca riscontrarlo con probabilità certe di trionfare. Durante il suo protectorado ha ricevuto una carta del generale Antonio José di Sucre, lugarteniente di Simón Bolívar, partorisca la campagna nel territorio della Provincia di Tolgo (odierna Ecuador), nel quale reclamava l'incorporazione alla stessa del battaglione Numancia. A poco di desembarcar Santo Martín in territorio peruviano, si aveva passato alle sue file. Santo Martín negò a perdere l'eccellente unità, e al suo posto ha inviato una Divisione Ausiliaria al mando di Andrés de Santa Cruz che hanno partecipato nelle battaglie di Riobamba e Pichincha.
Tra il 26 e 27 di luglio di 1822, realizzò il Colloquio di Guayaquil, dove riunì con Bolívar, con l'obiettivo di chiarire il futuro di Guayaquil, la discussione di una possibile Federazione delle Américas, e il soggetto più importante, chiarire il futuro del Perù; Santo Martín è arrivato a sollevare a Bolívar il suo proietto di una Monarchia Peruviana, ciò nonostante Bolívar oppose rotondamente. Dopo questa conversazione privata, il cui contenuto solo si può conjeturar, ha ceduto a Bolívar l'iniziativa e conclusione della campagna libertadora. Alla sua ritorno al Perù, scoprì che il suo protectorado era stato dissolvuto, per un congresso costituente che ha proclamato la Repubblica Peruviana in 1822; poco dopo ha deciso ritirarsi di tutti i carichi e tornare al suo paese. 
Il suo governo è durato dal 3 di agosto di 1821 fin il 20 di settembre di 1822. 

### Amministrazione politica
Il protectorado è durato un anno, un mese e 17 giorni e ha avuto le seguenti realizzazioni politico-amministrative:
- Inizio di un regime amministrativo autonomo dopo tre secoli di dominio virreinal.
- Possibilità di che il popolo scelga il sistema che più conviniera agli interessi nazionali.
- I simboli della patria: la prima bandiera e l'inno nazionale.[9][10]
- La moneta nazionale, segno fiduciario di libero potere economico.
- Regolamento basico del suo sistema commerciale per avviare relazioni economiche con altri paesi al mondo.
- L'acquisizione delle prime navi di guerra per la sua escuadra nazionale, a fine di difendere la sovranità acquistata, quella che è stato messa al mando del vicealmirante Martín Guise.
- L'organizzazione basica della sua forza militare, per cautelare la sicurezza interna e esteriore.
- La determinazione della sua propria ejecutoria educacional con la fondazione della prima Scuola Normale, nonché le prime scuole pubbliche del Perù libero.
- Il primo intento di soccorrere, valorizar e diffondere la cultura nazionale mediante l'avviamento della Biblioteca Nazionale.

### Progetto monarchia peruviana
Il Perù, cercando le sue radici nel periodo preispanico e fino all'indipendenza dello Stato peruviano, fu governato sotto un sistema monarchico, che terminò al momento dell'emancipazione. Nel 1821, dopo aver istituito il Protettorato, San Martín espose il suo progetto di mantenere il Perù come monarchia indipendente, che era il sistema di governo più prestigioso in quel momento in Europa, e quello che prevaleva nel Vicereame della Nuova Spagna. Bernardo de Monteagudo, braccio destro di San Martín, era un uomo che aveva approcci monarchici, e temeva che i peruviani, privi di solide istituzioni, potessero entrare in conflitto con un modello repubblicano, e per evitare uno stato di disordine e di anarchia, pensava che sarebbe stato meglio offrire una monarchia costituzionale. Per questo furono riconosciuti tutti i titoli ei diritti di tutta la nobiltà coloniale, cambiando il nome dei "Titoli nobiliari di Spagna" in "Titoli nobiliari del Perù"; Creò anche l'"Ordine del Sole", decorazione militare ereditaria di una corte monarchica, fondò la "Società patriottica di Lima" che aveva l'obiettivo di diffondere un sentimento monarchico alla popolazione peruviana, attraverso il suo giornale "El Sol del Perù", e inviò una commissione diplomatica in Europa, allo scopo di contattare le principali case reali, e trovare il futuro Re del Perù.
A tal fine, San Martín inviò alla fine dello stesso anno una missione diplomatica guidata dal suo ministro Juan García del Río per convincere Leopoldo de Sassonia-Coburgo ad inaugurare la monarchia in Perù. Tuttavia, quando iniziarono gli sforzi in Europa, San Martín decise di dimettersi dal governo e il Primo Congresso Costituente stabilì un regime repubblicano, per il quale Juan García del Río fu immediatamente sconfessato e il desiderio di un Perù monarchico che sognava lo l'aristocrazia di Lima fu definitivamente dimenticata.

## Guerra contro la Spagna e governo di José Balta (1866-1872)
Nel 1864 lo Squadrone spagnolo del Pacifico occupò le isole Chincha (produttori di guano), scatenando un incidente internazionale con grandi conseguenze per la politica interna peruviana. Il presidente Pezet aveva l'intenzione di risolvere diplomaticamente questo conflitto, che ha indotto i cittadini a interpretarlo come un segno di debolezza. Poi è scoppiata la rivoluzione nazionalista del colonnello Mariano Ignacio Prado, che ha provocato il colpo di stato contro il presidente Pezet. Prado stabilì la dittatura e dichiarò guerra alla Spagna, alleandosi con il Cile, già in guerra contro quello stesso paese. Dopo la battaglia di Callao (2 maggio 1866), la marina spagnola si ritirò dalle coste peruviane, evento celebrato in Perù come un trionfo che suggellò l'indipendenza ottenuta nel 1824.

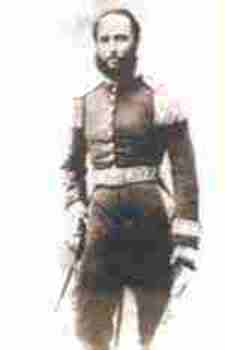
Pedro Diez Canseco

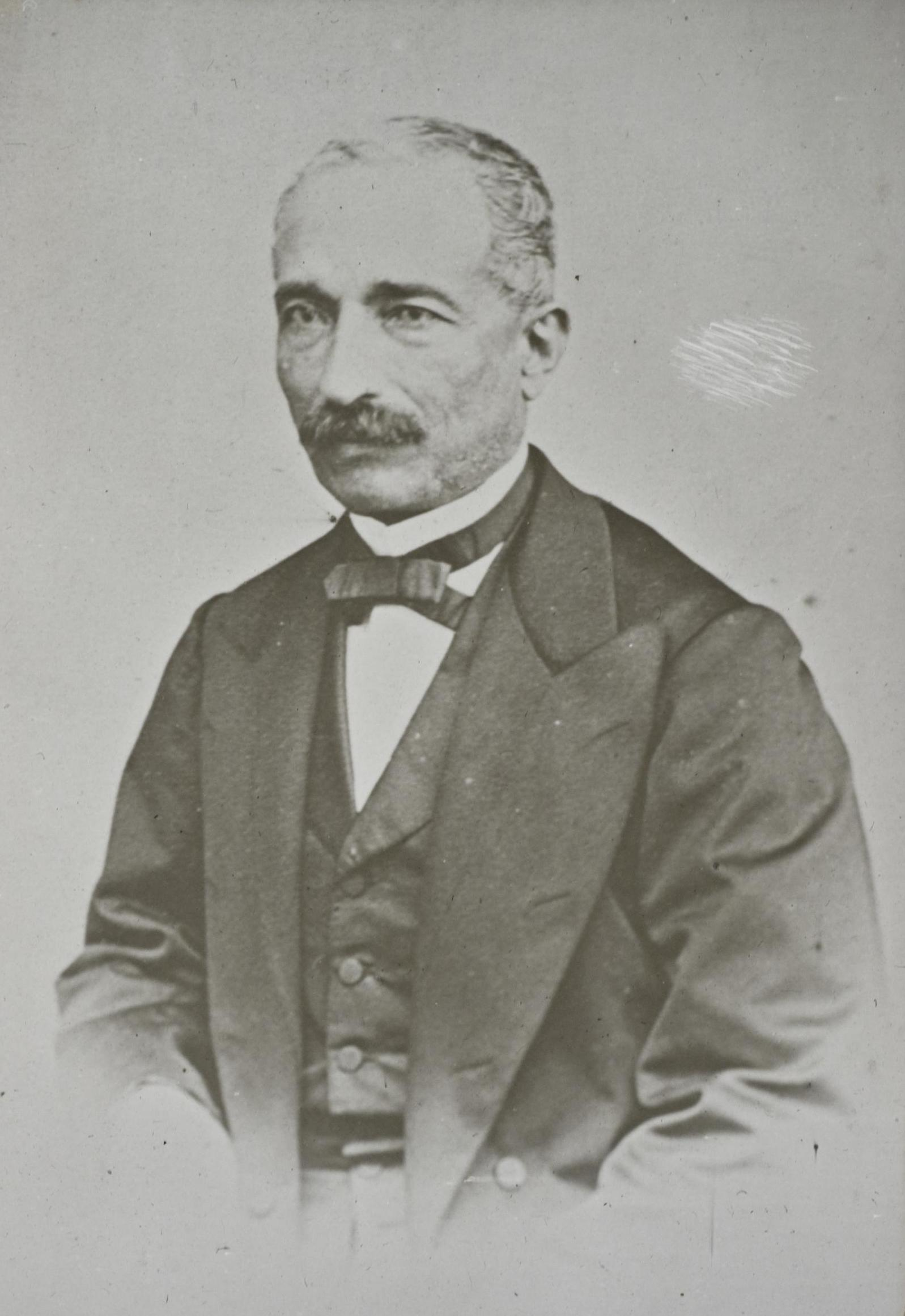
José Balta

Prado cercò di legalizzare il suo mandato, convocando un Congresso Costituente, che lo nominò Presidente costituzionale e diede la Costituzione liberale del 1867. Ciò diede origine a una rivoluzione guidata da Pedro Diez Canseco ad Arequipa e José Balta a Chiclayo, che rovesciò Mariano Prado e restaurò la Costituzione del 1860. Fu insediato il governo provvisorio di Diez Canseco, che indisse le elezioni, in cui vinse Jose Balta.
Il governo di José Balta (1868-1872) celebrò il cosiddetto contratto di Dreyfus, il che significava un nuovo focus sulla vendita del guano dalle isole, lasciando da parte il sistema di spedizione svalutato. Con la garanzia del guano, il Perù ottenne ingenti prestiti, con i quali poté realizzare importanti opere infrastrutturali, particolarmente riflessa nella costruzione di ferrovie di penetrazione dalla costa alle montagne, la più importante delle quali è la Ferrovia Centrale.

## Governo di Manuel Pardo (1872-1876)

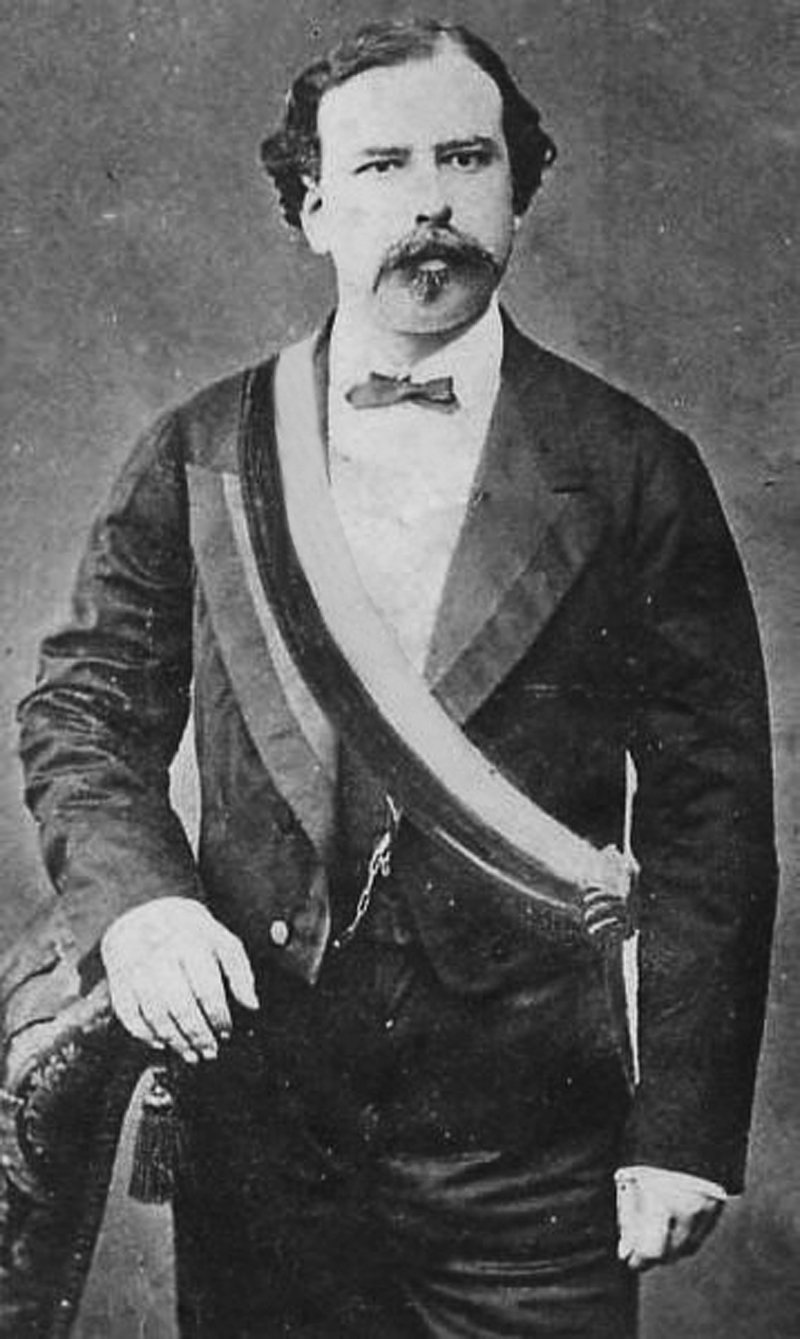
Manuel Pardo

L'elezione, per la prima volta, di un presidente civile, Manuel Pardo, portò a un'insurrezione militare da parte dei fratelli Gutiérrez, nel luglio 1872. Il governo di Manuel Prado realizzò importanti riforme liberali nell'organizzazione dello Stato. Di fronte alla grave crisi economica e fiscale, e di fronte all'impossibilità di adempiere a tutti i propri impegni, Pardo ridusse il budget della difesa e nazionalizzò il salnitro peruviano, provocando una reazione ostile da parte delle compagnie britanniche e cilene.
La politica estera peruviana ha scelto di firmare il Trattato di alleanza difensiva del 1873 con la Bolivia al fine di garantire l'integrità territoriale di entrambi i paesi contro qualsiasi aggressione esterna. Durante questo governo fu istituita l'istruzione primaria gratuita e obbligatoria, fu promulgato il regolamento dell'istruzione pubblica, fu fondata la scuola degli ingegneri, fu fondata la società di belle arti, fu istituita la scuola secondaria femminile e fu costruita la scuola normale femminile, il Dos fu costruito l'ospedale nazionale de Mayo e furono ampliate diverse linee ferroviarie.

## Il governo di Mariano Prado e la guerra del pacifico (1876-1883)
La principale fonte di risorse statali, il guano, sovrasfruttato, iniziò a esaurirsi e una crisi economica fu inevitabile che il successore di Pardo, il generale Mariano Prado, dovette affrontare un quasi fallimento dello Stato. Come inevitabile conseguenza di questa situazione, il Perù è stato lasciato disarmato, poiché l'equipaggiamento dell'esercito e della marina è stato trascurato.

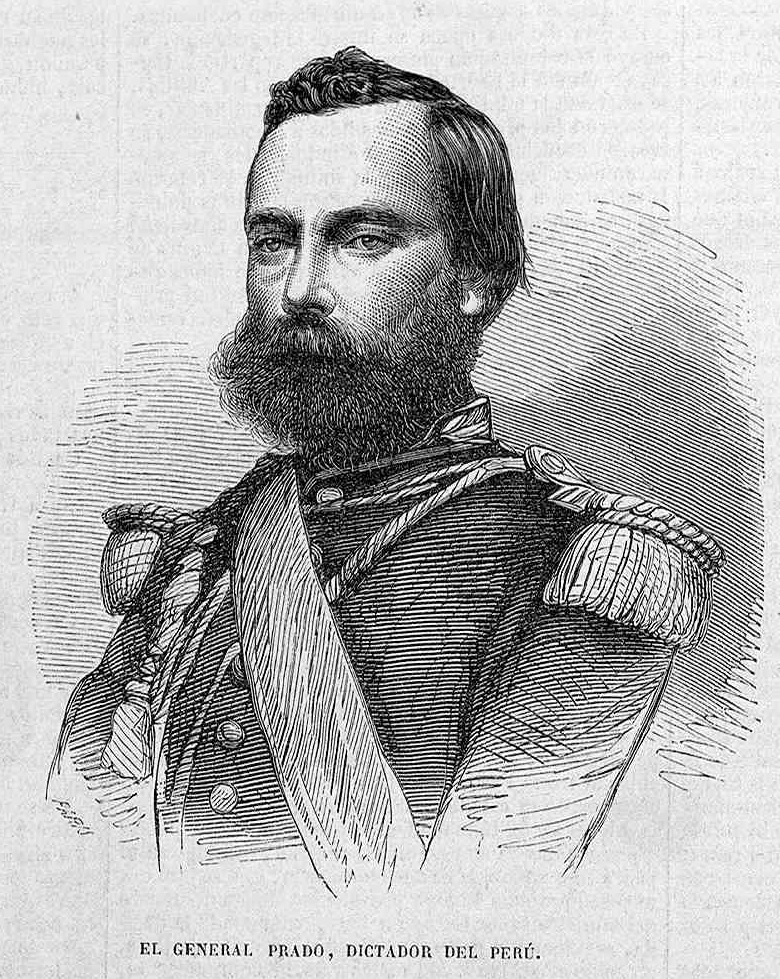
Mariano Prado

L'evento che ha innescato la cosiddetta Guerra del Pacifico è stata una disputa tra Cile e Bolivia. Il Perù è stato costretto ad aiutare la Bolivia, poiché aveva firmato il Trattato di alleanza difensiva del 1873 con questa nazione. Il 5 aprile 1879 il Cile dichiarò guerra al Perù. Poco prima, la Bolivia aveva dichiarato guerra al Cile.
I territori contesi, così come le aree circostanti, si trovano nel deserto di Atacama, e a quel tempo avevano un facile accesso solo via mare. Nei primi sei mesi il Cile raggiunse la supremazia navale, fondamentale per conquistare le zone costiere del deserto. Prima della fine del 1879 occupò la provincia peruviana di Tarapacá e, all'inizio del 1880, l'area di Tacna e Arica, dopo di che la Bolivia abbandonò militarmente la guerra. Poi, nel gennaio 1881, dopo aver sconfitto l'esercito peruviano nelle battaglie di San Juan, Chorrillos e Miraflores, le forze cilene occuparono Lima. Dopo queste campagne, la guerra tra Cile e Perù continuò per altri due anni tra i resti dell'esercito peruviano, guerriglie e Montoneros contro le forze di occupazione cilene, fino alla firma del Trattato di Ancón nel 1883, in cui il Perù, tra l'altro, cedette perennemente il dipartimento di Tarapacá e mantenne temporaneamente le province di Arica e Tacna.

## Ricostruzione nazionale
La Ricostruzione Nazionale fu un periodo successivo alla Guerra del Pacifico tra le guerre civili dal 1884 al 1885 e dal 1894 al 1895, dove la Repubblica peruviana iniziò la sua rinascita economica, politica e sociale.
La guerra del Pacifico finì per completare la distruzione iniziata con la crisi economica degli anni '70 dell'Ottocento. Nel 1879, il sistema bancario peruviano era in bancarotta e l'agricoltura, l'estrazione mineraria e il commercio sopravvivevano a malapena. La situazione economica del Paese nel dopoguerra era piuttosto precaria: il Paese sentiva la necessità di affrontare un futuro di ricostruzione in tutti i suoi aspetti.
Il Perù aveva perso le sue principali risorse naturali, le sue principali industrie produttive, il commercio si era contratto, le principali vie di comunicazione crollate o distrutte, un'inflazione incontrollabile e soprattutto un enorme debito estero con i creditori inglesi, che superava i cinquanta milioni di sterline, il che rendeva impossibile affinché il Perù riceva nuovi crediti internazionali.
Tuttavia, in queste nuove risorse economiche stavano emergendo che accelereranno la ripresa economica del Paese. Inizia lo sfruttamento della gomma nella giungla e del petrolio sulla costa settentrionale. Lo sfruttamento di entrambe le risorse naturali è legato al fenomeno della seconda rivoluzione industriale. Inoltre, in questi anni iniziò la lenta ripresa dell'attività agroindustriale dello zucchero e del cotone sulla costa settentrionale del Paese.

### Secondo militarismo
Lo storico Jorge Basadre sostiene che il militarismo o il predominio dei militari al potere sono sorti in Perù a causa della debolezza della classe dirigente civile dopo un periodo di guerra, sia interna che esterna. Indica anche tre tipi di militarismo che hanno avuto luogo nella storia repubblicana: dopo una vittoria; dopo una perdita; e in tempi di crisi o di caos sociale.
Il Primo Militarismo avvenne dopo la vittoria nella guerra di indipendenza, a cui si aggiunsero le guerre civili e internazionali dei primi decenni della Repubblica. Il Secondo Militarismo avviene dopo la sconfitta nella Guerra del Pacifico e si divide in due momenti: il primo (1883-1885), che corrisponde al predominio dell'esercito guidato da Miguel Iglesias, che firmò la pace con il Cile; e il secondo (1886-1895) che corrisponde al predominio di coloro che erano stati guidati dal generale Andrés A. Cáceres, gli stessi che avevano resistito fino alla fine agli invasori. Il nuovo militarismo ha avuto il difficile compito di ricomporre l'apparato amministrativo e di governo dello Stato e di esercitare la sua autorità per ottenere la partecipazione dei cittadini a guidare la nazione alla sua ripresa.

### Aspetto politico
Dopo la catastrofica sconfitta contro il Cile, la persona che aveva prestigio e autorità sufficienti per ristabilire l'ordine sociale e politico in Perù era il generale Andrés A. Cáceres, eroe della resistenza di Breña. Cáceres affrontò l'allora presidente Miguel Iglesias, che aveva firmato il trattato di pace con il Cile con trasferimento territoriale e si era affermato al potere con l'appoggio delle armi cilene. Così scoppiò una guerra civile. Cáceres dimostrò la sua strategia militare mettendo fuori gioco l'esercito principale di Iglesias nella città di Huaripampa (altopiano peruviano centrale), un'azione nota come "huaripampeada" (1884). Ha quindi attaccato Lima, dove le sue forze hanno circondato Iglesias nel Palazzo del Governo. Si dimise dalla presidenza nel 1885, gli successe il governo provvisorio del Consiglio dei ministri (guidato da Antonio Arenas), lo stesso che indisse le elezioni in cui Cáceres vinse in modo schiacciante.
Durante il suo primo governo costituzionale (1886-1890), Cáceres intraprese la Ricostruzione Nazionale. Fondò il suo partito, il Partito Costituzionale o cacerista. Ma il suo accesso al controllo dello Stato implicava l'instaurazione di un patto politico con il civilismo. Fu questo consenso che permise a Cáceres e al suo successore, l'allora colonnello Remigio Morales Bermúdez (1890-1894), di mantenere il controllo politico per quasi un decennio, in una pace pubblica. Con la morte di Morales Bermúdez, a seguito di un'improvvisa malattia nell'aprile del 1894, ricomincia la crisi politica. Dopo un breve periodo di Justiniano Borgoño, Cáceres tornò alla presidenza nel 1894, in elezioni contestate, che provocarono contro di lui la formazione della Coalizione Nazionale, composta da democratici e civili, guidata dal caudillo Nicolás de Piérola; Scoppiò una sanguinosa guerra civile che culminò con l'assalto dei partner della coalizione a Lima, prima della quale Cáceres si dimise e andò in esilio nel 1895. Fu istituito il governo di un Consiglio nazionale presieduto da Manuel Candamo, che indisse le elezioni in cui fu eletto Nicolás de Piérola. Ha realizzato importanti riforme economiche e ha raggiunto la stabilità politica nel Paese, consolidando il sistema presidenziale. Piérola fu colui che consolidò la Ricostruzione Nazionale, inaugurando una nuova fase denominata Repubblica Aristocratica (entrambi termini coniati da Basadre), che durerà durante i primi due decenni del XX secolo.

## Dittature
Dall'inizio del XX secolo a oggi, in Perù si sono alternate diverse dittature: agli inizi degli anni settanta, il governo del generale Juan Velasco Alvarado - andato al potere nel 1968 con un colpo di Stato a spese del presidente Fernando Belaúnde Terry - nazionalizza le imprese petrolifere, valorizza la gestione delle risorse naturali e della pesca e procede a un'importante riforma agraria di matrice cooperativistica, con tanto di partecipazione dei lavoratori alla gestione aziendale. Nel 1975, però, Velasco viene destituito dal suo primo ministro, il generale Francisco Morales Bermúdez che dopo tre anni di transizione indice le elezioni per l'assemblea costituente, vinte dall'Alleanza Popolare Rivoluzionaria Americana (Apra) e dal Partito Popolare Cristiano che ottengono percentuali pressoché uguali e si spartiscono i seggi. Nel 1980 le elezioni presidenziali danno la vittoria all'ex presidente Belaunde, il cui partito, l'Azione Popolare (Ap) boicotta le consultazioni per la Costituente e mette in pratica le ricette economiche del Fondo Monetario Internazionale.

### Governo di Juan Velasco Alvarado
Il governo di Juan Velasco Alvarado, conosciuto anche come velasquismo o prima fase del Governo Rivoluzionario della Forza Armata del Perù, è stato una dittatura militare in Perù che avviò il 3 di ottobre di 1968 con un colpo di Stato istituzionale e ha terminato il 29 di agosto di 1975 con il Tacnazo, colpo militare realizzato per Francisco Morali Bermúdez.

#### Colpo di Stato di 1968
Nell'alba del 3 di ottobre di 1968, le Forze Armate, al mando del generale di divisione E.P. Juan Velasco Alvarado, alzano in armi, hanno preso il Palazzo di Governo e derrocaron al Presidente Costituzionale Fernando Belaúnde Terry; oltretutto altri serbatoi hanno preso il locale del Congresso, la prefectura, i locali delle partite politiche Azione Popolare e APRA, gli uffici della catena Radio Nazionale, il Ministero dell'Interiore e le sedi delle stagioni di televisione aperta di Lima.
Nel pomeriggio dello stesso giorno diede l'Estatuto del Governo Rivoluzionario delle Forze Armate che è stato il marco legale che ha sostituito la Costituzione Politica del Perù di 1933, firmato dal Generale di Divisione Ernesto Montagne Sánchez, come Comandante Generale dell'Esercito, il viceaalmirante Raúl Fiumi Leopardati di Zela nella sua condizione di Comandante Generale della Marina e il Tenente Generale Alberto López Gausillas come Comandante Generale della Forza Aerea.
Alle 6 del pomeriggio, Velasco presentò come Presidente del Governo Rivoluzionario delle Forze Armate e ha realizzato la cerimonia di juramentación dei ministri di stato; il gabinetto è stato presiso per Ernesto Montagne Sánchez e militari come Edgardo Mercato Jarrín in Relazioni Esteriori, Francisco Morali Bermúdez in Economia, Jorge Fernández Maldonado in Energia e Mine e Armando Artola Azcárate in Interiore. A sei giorni dall'insediamento del nuovo governo, annullò l'Atto di Talara e nazionalizzò ciò che era in possesso dell'International Petroleum Company; il 9 di ottobre è stato dichiarato il giorno della Dignità Nazionale.

#### Modello del governo
In 1968, stabilì il governo istituzionale delle Forze Armate, presieduto dal militare Juan Velasco Alvarado in rappresentazione degli istituti militari. Questo governo è stato di taglio autoritario e verticalista; condusse sotto la figura della rivoluzione, il corporativismo e la democrazia sociale, insieme al nazionalismo e l'antioligarchia. Secondo Cotler: «Il corporativismo funziona come uno schema di organizzazione politica dove si segmenta alle classi sociali in modo da integrarle in organizzazioni policlassistiche di carattere "funzionale", imposte e controllate autoritariamente per lo Stato, che gli inculca un'ideologia di conciliazione di classi».
Di questa maniera, pretese lasciare lateralmente antichi modelli di governo con partiti tradizionali (considerati ostruzionisti) e organizzazioni oligarchiche, poiché erano molto screditate, dato che i militari vedevano che i civili propiziavano l'ingovernabilità. I militari hanno cercato la rivoluzione mediante la dittatura per cambiare strutture che impedivano riforme in favore delle classi basse, oltre dare fine all'ordine oligarchico. È per questo che ha voluto fare un cambio della percezione sociale e le classi poiché, come segnala Peter Klarén, «in retrospettiva, il GRFA (Governo rivoluzionario delle FF.AA) percepiva che la desunione e il sottosviluppo costituivano i principali problemi del paese, essendo le sue cause la “dipendenza esteriore” del capitale straniero e la “dominazione interna” per parte di una oligarchia potente». Per questo, secondo la dittatura, il sottosviluppo era dovuto alla mancanza di capacità, bensì alla mancanza di opportunità per una popolazione storicamente retrocessa dall'oligarchia.
Sotto questa premessa, la dittatura militare ha rivendicato la patria a partire dalla popolazione storicamente emarginata. Per quello, si realizzarono i valori nazionali mediante un discorso nazionalista, con elementi come il quechua, l'indigenismo, il campo e Túpac Amaru II.
In questo periodo, il Governo centrale ha avuto una totale gestione di decisioni su scala globale, al punto di governare senza un parlamento e unicamente sotto intento. Di questa maniera, cercò di promuovere la partecipazione della cittadinanza abbandonata mediante proposte come la Riforma Agraria di 1969, mediante la quale si espropriarono terre e latifondi, che ha avuto una severa connotazione politica. Questo è stato un colpo importante contro il sistema oligarchico. Altre riforme sono state quella industriale, educativa e di stampa.
È possibile evidenziare che la dittatura militare ha svolto l'autodenominada «rivoluzione da sopra» e ha avuto una posizione critica rispetto al comunismo e capitalismo, per quello che hanno voluto evitare gruppi terroristi marxistas e hanno promosso la Dottrina di Sicurezza Nazionale. Nonostante quello, praticò un capitalismo di Stato per l'esecuzione delle riforme, essendo lo Stato l'asse nei distinti elementi.
Per quanto riguarda il carattere antioligarchico, segnalò che i gamonales erano una limitazione per il paese, per quello che incorporò ai contadini per un tratto più equitativo per dare fine all'antico ordine. Ulteriormente, ebbe una maggiore autonomia per quanto riguarda l'aspetto internazionale. Questo ha avuto come risultato l'espansione dell'organo statale, che evidenzia mediante l'intervento statale nella vita economica e sociale, l'avviamento di nuovi ministeri, entità pubbliche, imprese statali e l'esercizio dell'instituzionalità senza autonomia. Tutti questi traguardi realizzati per compiere una serie di obiettivi: eliminare cause strutturali di conflitti sociali, ridefinire lo schema di ridistribuzione di ricchezze, modernizzare l'economia e connettere al paese.

## Ritorno alla democrazia e all'era del terrorismo (1980-1990)

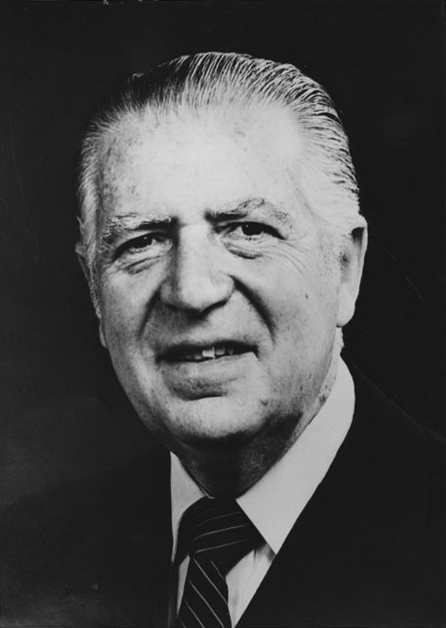
Fernando Belaúnde Terry

Durante gli anni '80, il Perù ha dovuto affrontare una forte crisi economica e sociale, a causa del mancato controllo della spesa fiscale, un considerevole debito estero e l'aumento dell'inflazione insieme al conflitto armato interno, accentuato dalla comparsa di gruppi terroristici di ispirazione comunista che cercavano di stabilire un nuovo Stato attraverso la lotta armata, come Sendero Luminoso prima e MRTA dopo.
Viene inaugurato il secondo governo di Fernando Belaúnde Terry (1980-1985), i media espropriati dalla dittatura militare sono stati immediatamente restituiti ai loro proprietari. Furono indette anche elezioni comunali, ripristinando così l'origine democratica dei governi locali. Nell'aspetto internazionale, ha affrontato il cosiddetto conflitto di False Paquisha con l'Ecuador e ha sostenuto l'Argentina durante la guerra delle Falkland. Ma internamente ha dovuto affrontare gli effetti disastrosi del fenomeno El Niño, l'emergere delle azioni dei suddetti gruppi terroristici Sendero Luminoso e MRTA e l'aggravarsi della crisi economica che ha causato un'ondata di scioperi e interruzioni del lavoro, che durò per tutto il decennio.
Il Partito Aprista ha trionfato alle elezioni generali del 1985, il cui leader, Alan García Pérez, divenne così il primo presidente aprista della storia (1985-1990), contando su un massiccio sostegno popolare all'inizio del suo governo. Tuttavia, non è stato nemmeno in grado di porre fine ai problemi economici del Paese: la crisi economica ha raggiunto il suo livello peggiore, con l'iperinflazione (un prodotto della massiccia emissione di valuta non sostenuta) e la carenza di cibo, in mezzo all'aumento dell'attività terroristica.
Nel 1990 la situazione in Perù era quella di un paese in bancarotta economica, ignorato dagli investitori e con un livello di inflazione mai sperimentato prima dalla popolazione; e con uno Stato inefficiente che non poteva rispondere ai problemi del Paese. I principali candidati alla presidenza quell'anno furono lo scrittore Mario Vargas Llosa e Luis Alva Castro. Tuttavia, a poche settimane dalle elezioni, è emersa una figura politica fino ad allora sconosciuta, Alberto Fujimori, che guidava un partito chiamato Cambio 90. Nelle elezioni dell'8 aprile 1990, Fujimori arrivò al secondo posto dietro a Vargas Llosa, costringendo così a un secondo turno elettorale. Si tenne nel giugno 1990 e il suo risultato fu la vittoria di Fujimori con il 62% dei voti, contro il 38% ottenuto da Vargas Llosa.

## Il Fujimorato (1990-2000)

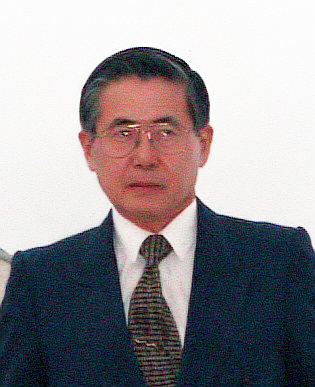
Alberto Fujimori

Il governo di Fujimori iniziò il 28 luglio 1990. Nel 1991 Fujimori ha applicato delle riforme liberali nell'economia che hanno gettato le basi per la riduzione dell'inflazione e il rientro nel FMI. Per far fronte alla crisi economica e all'iperinflazione, Fujimori ha applicato il cosiddetto fujishock, seguendo le linee guida del Fondo Monetario Internazionale. Sotto l'aspetto politico, ha sviluppato un discorso contro i cosiddetti partiti politici "tradizionali", che ha accusato della grave situazione del paese.

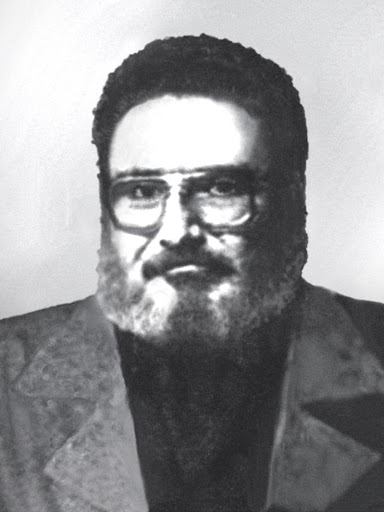
Abimael Guzmán

Usandolo come pretesto e nel mezzo di accuse di corruzione contro membri dei parenti presidenziali, il 5 aprile 1992 ha condotto un autogolpe con l'appoggio delle Forze Armate, con il quale sciolse il Congresso, assunse poteri dittatoriali ed intervenne sulla magistratura. Successivamente è stata promulgata la Costituzione del 1993, la stessa attualmente in vigore.
Il 12 settembre 1992 ,durante il suo governo, fu catturato il leader senderista Abimael Guzmán, risultato del lavoro svolto dalla DIRCOTE (Dirección contra el terrorismo). Inoltre, Fujimori applicò riforme nell'economia che gettarono le basi necessarie per la ripresa dell'economia peruviana malconcia e il suo successivo decollo.
Godendo della popolarità per la sua vittoria sul terrorismo e per i suoi successi economici, Fujimori è stato rieletto presidente nel 1995, sconfiggendo alle elezioni generali la candidatura dell'ambasciatore Javier Pérez de Cuéllar, senza la necessità di passare al secondo turno. In questo secondo governo riuscì a portare a termine la delimitazione del confine settentrionale con la Repubblica dell'Ecuador, dopo il conflitto di Cenepa, secondo il Protocollo di Rio de Janeiro del 1942 e la Dichiarazione di pace di Itamaraty del 1995. D'altra parte, ha affrontato la crisi degli ostaggi della residenza dell'ambasciatore giapponese, rilevata da un commando dell'MRTA, crisi che è stata superata nell'aprile 1997, quando in un'azione militare a sorpresa, 71 dei 72 ostaggi ancora detenuti sono stati rilasciati, tenuti prigionieri.
Tuttavia, l'autoritarismo e la rete di corruzione intessuta dal suo principale consigliere, Vladimiro Montesinos, capo del National Intelligence Service (SIN), hanno finito per minare il regime. Già nel 1996 Fujimori iniziò manovre per legalizzare il suo potere e si candidò per la terza volta consecutiva alla presidenza nel 2000, nonostante la Costituzione del 1993 consentisse solo una seconda rielezione consecutiva.
Alle elezioni generali del 2000 Fujimori si presentò per la terza volta consecutiva come candidato alla presidenza, con il vantaggio che l'esercizio della presidenza lo portava, a scapito degli altri candidati. Nel primo turno del 9 aprile Fujimori ha ottenuto il 49,8% dei voti contro il 40,3% ottenuto dall'economista Alejandro Toledo. Per la maggioranza, queste elezioni sono state manipolate dal Palazzo del Governo e, per questo motivo, Toledo ha deciso di non andare al secondo turno, invitando la popolazione a votare in bianco. Così, dopo elezioni contestate, Fujimori ha vinto un terzo mandato. L'opposizione, composta da vari partiti politici e organizzazioni civili di vario genere, ha cercato di impedire a Fujimori di prestare giuramento il 28 luglio 2000, ma non ha raggiunto il suo obiettivo. Durante la protesta si è verificato un incendio in una sede del Banco de la Nación a Lima, in cui sono morti sei dipendenti.
Il consigliere Montesinos è fuggito dal paese, andando a Panama e infine in Venezuela, dove sarebbe stato poi catturato e portato in Perù, dove da allora è in prigione. Da parte sua Fujimori ha lasciato il Paese chiedendo il permesso per partecipare al vertice APEC in Brunei, ma poi si è recato in Giappone, paese di cui era cittadino e dal quale ha rassegnato le dimissioni via fax. L'allora Presidente del Congresso, Valentín Paniagua, fu nominato nuovo Presidente della Repubblica dopo le dimissioni dei due vicepresidenti, dando così inizio a un periodo di transizione.

## Governo di Alejandro Toledo (2001-2006)
Per le elezioni generali del 2001, i principali candidati erano: Alejandro Toledo Manrique, l'ex presidente Alan García e Lourdes Flores. Toledo ha trionfato in quelle elezioni.

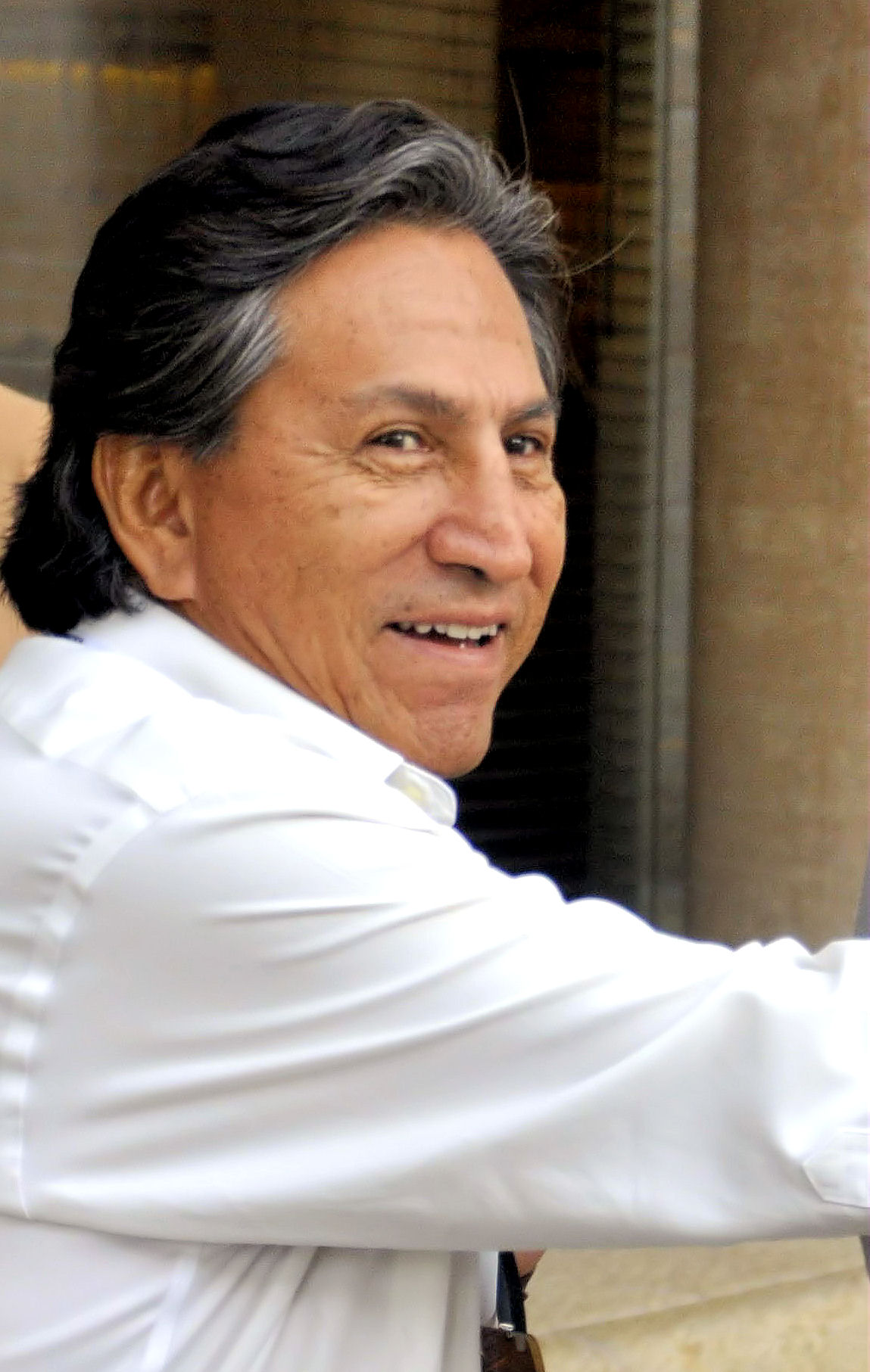
Alejandro Toledo

Il 28 luglio 2001 Toledo ha prestato giuramento come Presidente della Repubblica, per il periodo 2001-2006. In questo periodo iniziò la negoziazione di un accordo di libero scambio con gli Stati Uniti, che all'epoca non fu visto favorevolmente dai contadini del paese perché temevano che avrebbe un effetto negativo sulle loro economie. Alle conquiste macroeconomiche di Toledo va aggiunto a suo favore il rispetto dell'ordine costituzionale e di tutte le libertà, principalmente quella di stampa. Durante il suo periodo, invece, Alberto Fujimori è arrivato in Cile dal Giappone. Avviate le procedure di estradizione per l'ex presidente, pesantemente accusato di violazioni dei diritti umani. Tale estradizione si sarebbe finalmente concretizzata nel 2007.
La protesta sociale più grave è stata la cosiddetta Arequipazo, avvenuta nella città di Arequipa nel giugno 2002, che ha causato la caduta del primo gabinetto ministeriale di Toledo. C'è stata anche una rivolta a Puno, dove una folla inferocita ha linciato il suo sindaco, nell'aprile 2004; e il cosiddetto Andahuaylazo, che è stata una rivolta di etnocaceristi guidati dal maggiore dell'esercito peruviano Antauro Humala, che ha catturato la stazione di polizia di Andahuaylas e ha causato la morte di quattro poliziotti nei primi giorni del 2005.

## Secondo governo di Alan Garcia (2006-2011)

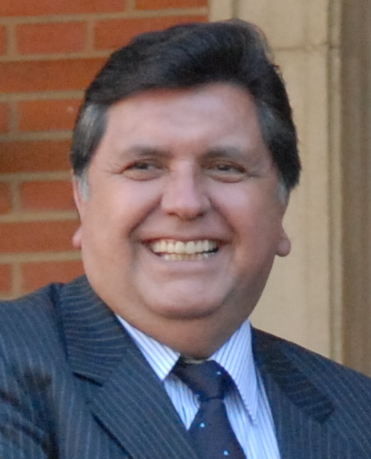
Alan García

Alan Garcia ha sconfitto Ollanta Humala alle elezioni generali del 2006. Il secondo governo di Alan García è stato caratterizzato dal suo spiccato interesse a favorire gli investimenti esteri, dal desiderio di accelerare l'integrazione del Perù con i grandi mercati mondiali e di incoraggiare la comunità imprenditoriale a iniettare i propri capitali nel Paese. Tra gli altri accordi, è riuscita a finalizzare l'ALS con gli Stati Uniti e accordi simili con Cina, Thailandia, Cile, Canada, Corea del Sud e Messico. D'altra parte, l'inflazione ha raggiunto il livello più basso degli ultimi decenni (2%), contrastando così con il primo governo García che si era concluso con la più grande iperinflazione della storia repubblicana. Anche le riserve internazionali hanno raggiunto un record storico ed è stata mantenuta una crescita sostenuta nel paese.
Un altro evento importante è stata la causa intentata dallo Stato peruviano davanti alla Corte internazionale di giustizia dell'Aia per risolvere la controversia sulla delimitazione marittima tra Cile e Perù sulla sovranità di una zona marittima nell'Oceano Pacifico. Il 16 gennaio 2009, l'ambasciatore peruviano Allan Wagner Tizón ha consegnato il ricorso alla sede della Corte. La Corte, dopo aver analizzato le posizioni dei due paesi, si è pronunciata il 27 gennaio 2014. Grazie a questa decisione, il Perù ha recuperato 50.000 km² di mare.
Tuttavia, il governo García ha dovuto sopportare, come il precedente di Toledo, proteste sociali in varie località, l'episodio più cupo è stato il cosiddetto massacro di Bagua, il 5 giugno 2009, dove, uno scontro tra gli indigeni e le forze di sicurezza ha causato la morte di decine di persone, tra cui 23 poliziotti. Un altro aspetto negativo è stato il cosiddetto scandalo Petrogate, che consisteva nella diffusione di audio tra funzionari governativi che negoziavano la consegna di lotti di petrolio a una compagnia straniera.
Nelle elezioni generali del 2011, l'ex comandante Ollanta Humala si è candidato per la seconda volta alla presidenza. Anche Keiko Fujimori e Pedro Pablo Kuczynski hanno presentato domanda. Infine, nelle elezioni del secondo turno tenutesi il 5 giugno 2011, Humala è stata il vincitore con il 51,4%.

## Governo di Ollanta Humala (2011-2016)
L'inizio del governo di Ollanta Humala ha generato aspettative non solo in Perù, ma anche a livello internazionale, poiché si credeva che avrebbe posto fine al predominio della destra neoliberista nel suo paese e che si sarebbe alleata con i governi di sinistra del continente. Ma la cosiddetta "Grande Trasformazione" che aveva annunciato nel suo programma di governo originale, che implicava un cambiamento nel modello economico, non è stata applicata, il che ha portato molti dei suoi membri del Congresso a lasciare il suo partito, accusandolo di tradimento. Dei 47 membri del Congresso che componevano il suo seggio, ne rimasero 31 alla fine del suo governo. Inoltre aveva 7 gabinetti ministeriali. La moglie del presidente, Nadine Heredia, è stata coinvolta nel caso all'ordine del giorno, iniziando ad essere indagata per riciclaggio di denaro.
Il primo e più grave conflitto sociale che Humala ha dovuto affrontare è stato causato dall'opposizione della popolazione al progetto Conga della compagnia mineraria Yanacocha (Cajamarca), che ha provocato diversi morti e costretto alla sospensione delle operazioni. Qualcosa di simile è accaduto con il progetto Tía María (Moquegua).
Tra i risultati conseguiti dal governo Humala c'è l'allocazione del PIL per il settore dell'istruzione dal 2,4% al 4%, la creazione del programma Beca 18, la promulgazione della Legge sul Servizio Civile fondata sulla meritocrazia del dipendente pubblico, fu fondato il Ministero dello Sviluppo e dell'Inclusione Sociale del Perù, furono promossi grandi programmi sociali come Pension 65, Qali Warma e Cuna Más.